# Machaeropsis
Machaeropsis is een geslacht van halfvleugeligen uit de familie Machaerotidae. De wetenschappelijke naam van dit geslacht is voor het eerst geldig gepubliceerd in 1903 door Melichar.

## Soorten
Het geslacht Machaeropsis omvat de volgende soorten:
- Machaeropsis nervosa (Lallemand, 1936)
- Machaeropsis rubrilineata Maa, 1963
- Machaeropsis valida Melichar, 1903